# 繩金塔
28°39′51″N 115°53′43″E / 28.66417°N 115.89528°E
繩金塔座落在中国江西省南昌市西湖区绳金塔街东侧165号，原南昌古城进贤门外，为八角七层楼阁式砖塔，始建于唐，重建于清。

## 历史沿革
繩金塔始建於唐朝天佑年間（904年—907年）。傳說建塔時，有僧人掘得鐵函、金繩四匝、古劍三把、金瓶和舍利三百，因此取名「繩金塔」。清康熙四十八年倒塌，于康熙五十二年重建，次年竣工。
南昌有民謠道：「滕斷葫蘆剪，塔圯豫章殘」。繩金塔能鎮火消災的傳說使其南昌理想中的風水寶塔，历经兴废却屹立不倒，最近的一次大规模修缮在2000年。它是南昌目前保留最好的古建築之一。2002年起，每年秋天都会在此举办绳金塔庙会。

## 建筑特色
绳金塔高50.86米，底周长33.8米。塔下有一寺廟，原稱「千佛院」，舊名「百福寺」，寺院位於塔下，故又名「塔下寺」，是古代的佛教重地，與佑民寺、普賢寺、大安寺並稱「豫章四大寺院」。
塔中有一座镇火鼎，铸于乾隆五十三年，当年塔周民房林立，为避火灾安放此鼎于塔内。